# Valentin Andersson
Lennart Valentin Andersson, född 21 oktober 1922 i Tullinge, död 5 november 2011 i Alvesta, var en svensk ingenjör, målare, tecknare, fotograf och fotokonstnär.
Valentin Andersson är son till verkstadsförmannen Viktor Andersson och Hilda Larsson och 1948–1999 gift med Valdy Ingegerd Persson. Andersson var som konstnär autodidakt. Han debuterade i en utställning tillsammans med Harry Booström på Galleri Samlaren i Stockholm 1948. Han ställde därefter ut separat med större kollektioner på bland annat Galleri Gummeson i Stockholm och medverkade i samlingsutställningar. I mitten av 1950-talet övergick han till konstformen fotografi. Under några år drev han en porträttateljé tillsammans med sin fru. Han fotograferade murar, båtstävar och färgytor så att resultatet blev abstrakta bilder. Han ställde 1993 ut tre fotografiska verk på Smålands konstarkiv i Värnamo. Alla tre bilderna köptes av Landstinget i Kronoberg, och han fick ett flertal bilder publicerade i tidskriften Foto.  Vid sidan av sin skapande verksamhet var han verksam som uppfinnare.